# Ian (cràter)
|  | No s'ha de confondre amb Ann (cràter). |

Ian és un petit cràter d'impacte situat a la cara visible de la Lluna, a l'extrem sud del Palus Putredinis. Està localitzat a nord-est de Kathleen i al nord-nord-oest d'Ann. Al sud-oest es troba la Rima Vladimir.

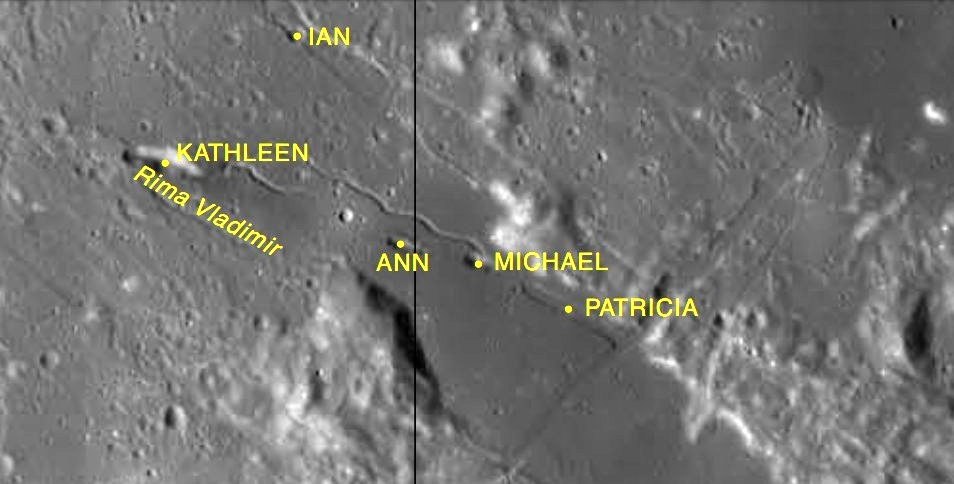
Localització d'Ian (centre de la imatge)
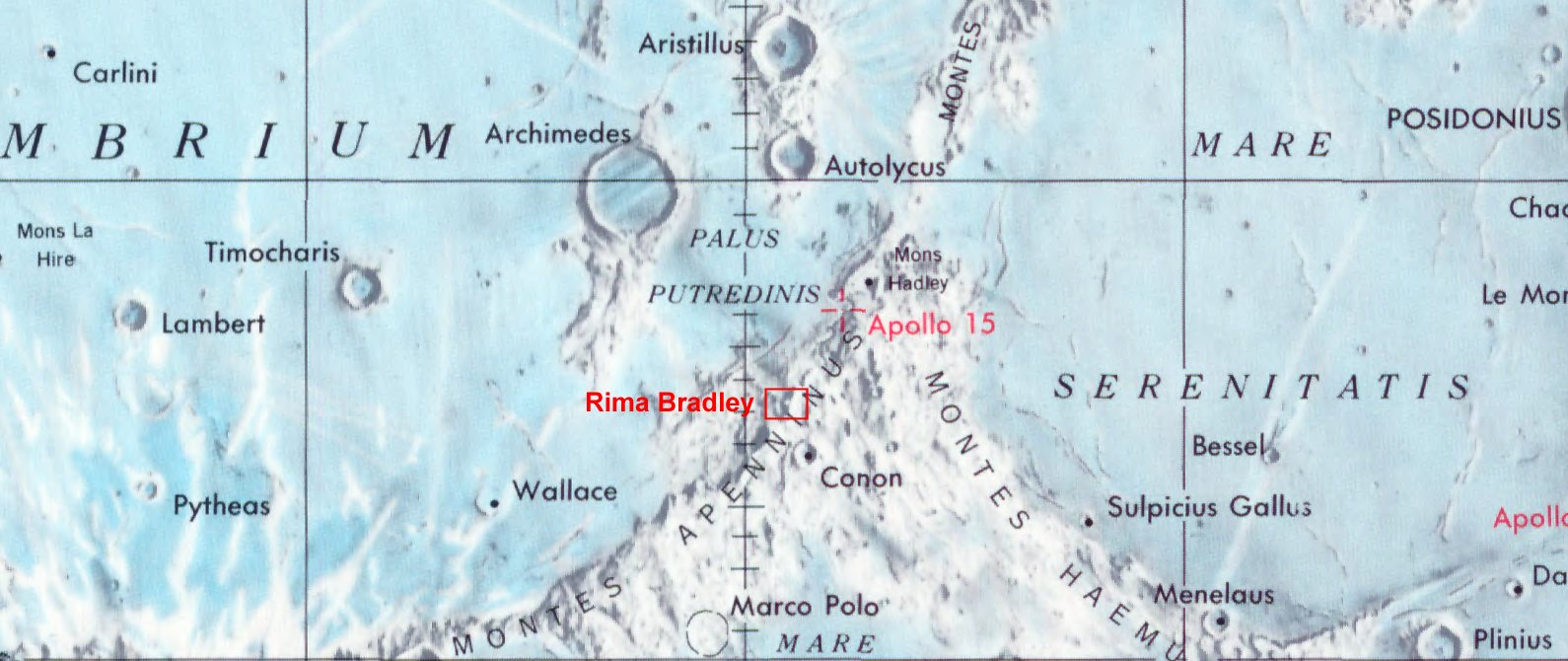
Localització de la Rima Bradley (centre del mapa)

És un diminut cràter amb forma de bol, sense signes aparents d'erosió. Està superposat a una de les esquerdes que recorren en sentit sud-est aquest sector de la mar lunar.
Cinc dels cràters propers a la Rima Bradley posseeixen noms oficials que procedeixen d'anotacions originals no oficials utilitzades en el full 41A3 / S1 de la sèrie de mapes Lunar Topophotomap de la NASA. La designació va ser adoptada per la UAI el 1976